# Чинови у Оружаним снагама СФРЈ
Чинови у Оружаним снагама СФРЈ означавали су степен старешинства међу војницима, морнарима, питомцима војних школа, млађим и старијим официрима, генералима који су као војници, морнари, питомци војних школа, активних војних лица, резервни састав, грађанске особе на служби у оружаним снагама и остали припадници оружаних снага чинили систем оружаних снага Социјалистичке Федеративне Републике Југославије.
Систем оружаних снага СФРЈ чинили су Југословенска народна армија, Територијална одбрана, Савез резервних војних старешина и друге организације које је одредио савезни секретар за народну одбрану, структуре општенародне одбране и друштвене самозаштите, милиција у које је грађанин могао добити ратни распоред.

## Чинови
Чинови у Копненој војсци одговарали су чиновима у Ратном ваздухопловству и противваздушној одбрани док су се официрски и генералски чинови у Ратној морнарици разликовали. Особе у резервном саставу имале су испред чина префикс (рез.) што је означавало да у том тренутку нису биле у активном војну саставу. У случају активирања у професионални војни састав ознака се није мењала. У колоквијалној употреби постојала је разлика између прва четири официрска чина и следећа три али се не може говорити о нижим официрским и вишим официрским чиновима, јер су сви они официри. Није било формалног разликовања међу њима. Увек се зна, ко је старији по чину тај је претпостављени, ко је млађи по чину тај је потчињени.
У Оружаним снагама СФРЈ су постојали следећи чинови и делили су се на:
- чинове војника, морнара и питомаца средњих војних школа:

разводник, десетар и млађи водник
- чинове питомаца школа за резервне официре:

разводник, десетар, млађи водник и водник
- чинове питомаца школа за активне официре:

разводник, десетар, млађи водник, водник и водник прве класе
- чинове подофицира:

водник, водник прве класе, старији водник, старији водник прве класе, заставник и заставник прве класе
- чинове официра:

потпоручник, поручник / поручник корвете, капетан / поручник фрегате, капетан прве класе / поручник бојног брода, мајор / капетан корвете, потпуковник / капетан фрегате, пуковник / капетан бојног брода
- чинове генерала и адмирала:

генерал-мајор / контраадмирал, генерал-потпуковник / вицеадмирал, генерал-пуковник / адмирал, генерал армије / адмирал флоте и генерал
|                                       | Копнена војска ЈНА        | Ратно ваздухопловство и противваздушна одбрана ЈНА | Југословенска ратна морнарица |
| ------------------------------------- | ------------------------- | -------------------------------------------------- | ----------------------------- |
| Врховни Командант Оружаних снага СФРЈ | Маршал Југославије        | Маршал Југославије                                 | Маршал Југославије            |
| Генерали и адмирали                   | Генерал                   | Генерал                                            | Генерал                       |
| Генерали и адмирали                   | Генерал aрмије            | Генерал aрмије                                     | Адмирал флоте                 |
| Генерали и адмирали                   | Генерал-пуковник          | Генерал-пуковник                                   | Адмирал                       |
| Генерали и адмирали                   | Генерал-потпуковник       | Генерал-потпуковник                                | Вице-адмирал                  |
| Генерали и адмирали                   | Генерал-мајор             | Генерал-мајор                                      | Контра-адмирал                |
| Виши официрски чинови                 | Пуковник                  | Пуковник                                           | Капетан бојног брода          |
| Виши официрски чинови                 | Потпуковник               | Потпуковник                                        | Капетан фрегате               |
| Виши официрски чинови                 | Мајор                     | Мајор                                              | Капетан корвете               |
| Нижи официрски чинови                 | Капетан прве класе        | Капетан прве класе                                 | Поручник бојног брода         |
| Нижи официрски чинови                 | Капетан                   | Капетан                                            | Поручник брегате              |
| Нижи официрски чинови                 | Поручник                  | Поручник                                           | Поручник корвете              |
| Нижи официрски чинови                 | Потпоручник               | Потпоручник                                        | Потпоручник                   |
| Виши подофицирски чинови              | Заставник прве класе      | Заставник прве класе                               | Заставник прве класе          |
| Виши подофицирски чинови              | Заставник                 | Заставник                                          | Заставник                     |
| Нижи подофицирски чинови              | Старији водник прве класе | Старији водник прве класе                          | Старији водник прве класе     |
| Нижи подофицирски чинови              | Старији водник            | Старији водник                                     | Старији водник                |
| Нижи подофицирски чинови              | Водник прве класе         | Водник прве класе                                  | Водник прве класе             |
| Нижи подофицирски чинови              | Водник                    | Водник                                             | Водник                        |
| Војнички чинови                       | Млађи водник              | Млађи водник                                       | Млађи водник                  |
| Војнички чинови                       | Десетар                   | Десетар                                            | Десетар                       |
| Војнички чинови                       | Разводник                 | Разводник                                          | Разводник                     |
| Војнички чинови                       | Воjник                    | Војник                                             | Морнар                        |

### Ознака за чланове председништва СФРЈ
| Ратне униформе | Председништво СФРЈ |
| Установљена    | 5. октобра 1988.   |
| Укинута        | 20. маја 1992.     |

## Војни службеници
Класе војних службеника у оружаним снагама СФРЈ одговарале су у правима старешинства тј. одговарајућим чиновима али нису давале право вођења и командовања (ВИЗ), иако би у случајевима рата и не постојања вишег чина овим класама ипак давана та права. Изглед чинова војних службеника су чиниле сиве розете уместо петокраке који су имали активни припадници оружаних снага СФРЈ.
Класе војних службеника биле су:
| Класа                         | Чин                  |
| ----------------------------- | -------------------- |
| Војни службеник прве класе    | Пуковник             |
| Војни службеник друге класе   | Потпуковник          |
| Војни службеник треће класе   | Мајор                |
| Војни службеник четврте класе | Капетан прве класе   |
| Војни службеник пете класе    | Капетан              |
| Војни службеник шесте класе   | Поручник             |
| Војни службеник седме класе   | Потпоручник          |
| Војни службеник осме класе    | Заставник прве класе |
| Војни службеник девете класе  | Заставник            |

## Амблеми
- Амблем на капи официра ЈРМ
- Амблем на капи подофицира ЈРМ
- Амблем на капи РВиПВО ЈНА
- Падобранска значка
- Пилотска значка
- Подморска значка

### Одлуке и закони
- Одлука о Југословенској армији ("Службени лист ДФЈ", бр. 9/45)
- Закон о служби у Југословенској армији ("Службени лист ФНРЈ", бр. 60/46, 98/46, 45/51, 18/52)
- Закон о Југословенској народној армији ("Службени лист ФНРЈ", бр. 29/55, 36/55)
- Закон о народној одбрани ("Службени лист ФНРЈ / СФРЈ", бр. 30/55, 14/57, 44/61, 22/64, 14/65, 21/65, 32/65, 8/69, 22/74)
- Закон о Југословенској народној армији ("Службени лист СФРЈ", бр. 52/64, 57/65, 67/72)
- Закон о служби у оружаним снагама ("Службени лист СФРЈ", бр. 22/74, 29/74, 5/78, 32/78, 5/79)
- Закон о служби у оружаним снагама ("Службени лист СФРЈ", бр. 7/85, 26/85, 20/89, 40/89, 26/90)
- Закон о општенародној одбрани ("Народне новине", бр. 27/84, 33/89, 47/90)
- Закон о општенародној одбрани ("Службени лист СФРЈ", бр. 21/82, 31/82 и 35/91)